# Parafia św. Stanisława w Stryszawie
Parafia Świętego Stanisława w Stryszawie – parafia rzymskokatolicka w Stryszawie należąca do dekanatu Sucha Beskidzka archidiecezji krakowskiej. 
W 1994 r. utworzono samodzielny ośrodek duszpasterski. Parafia została erygowana 21 stycznia 1996 r. dekretem kard. Franciszka Macharskiego i wydzielona z parafii św. Anny. Budowę kościoła ze składek mieszkańców rozpoczęto w 1987 roku, a w 1990 odprawiano już tam msze. Konsekracji świątyni dokonał 27 września 2003 roku ks. kard. Franciszek Macharski.

## Proboszczowie
- ks. mgr Jan Gawęda (1994–2011)[3]
- ks. mgr Krzysztof Dudziak (od 2011)[3]